# Marcelo Damiao
Marcelo Damiao, né le 19 mars 1975 à Campinas, au Brésil, est un joueur brésilien naturalisé italien de basket-ball, évoluant au poste de pivot.

## Carrière

### Palmarès
- Finaliste du championnat d'Europe 1999